# Annie Nightingale
Anne "Annie" Nightingale MBE (født 1. april 1940, død 11. januar 2024) var en engelsk journalist, radiovært, forfatter m.m. Hun var den første kvindelige vært på BBC Radio 1.
Hendes journalist-/dj-karriere startede i 1969, og efterfølgende var hun vært på en lang række af de allermest populære radioprogrammer i England, alt imens hun gav shows overalt i verden.
I 2004 blev hun som den første kvindelige Radio 1-dj indlemmet i den prestigefyldte Royal Academy Hall of Fame.